# Pulque

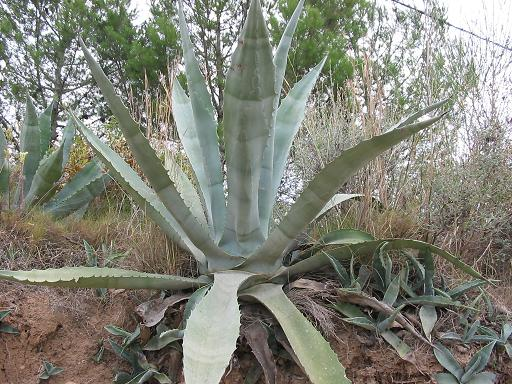
Agave salmiana, z której wyrabia się pulque i mezcal

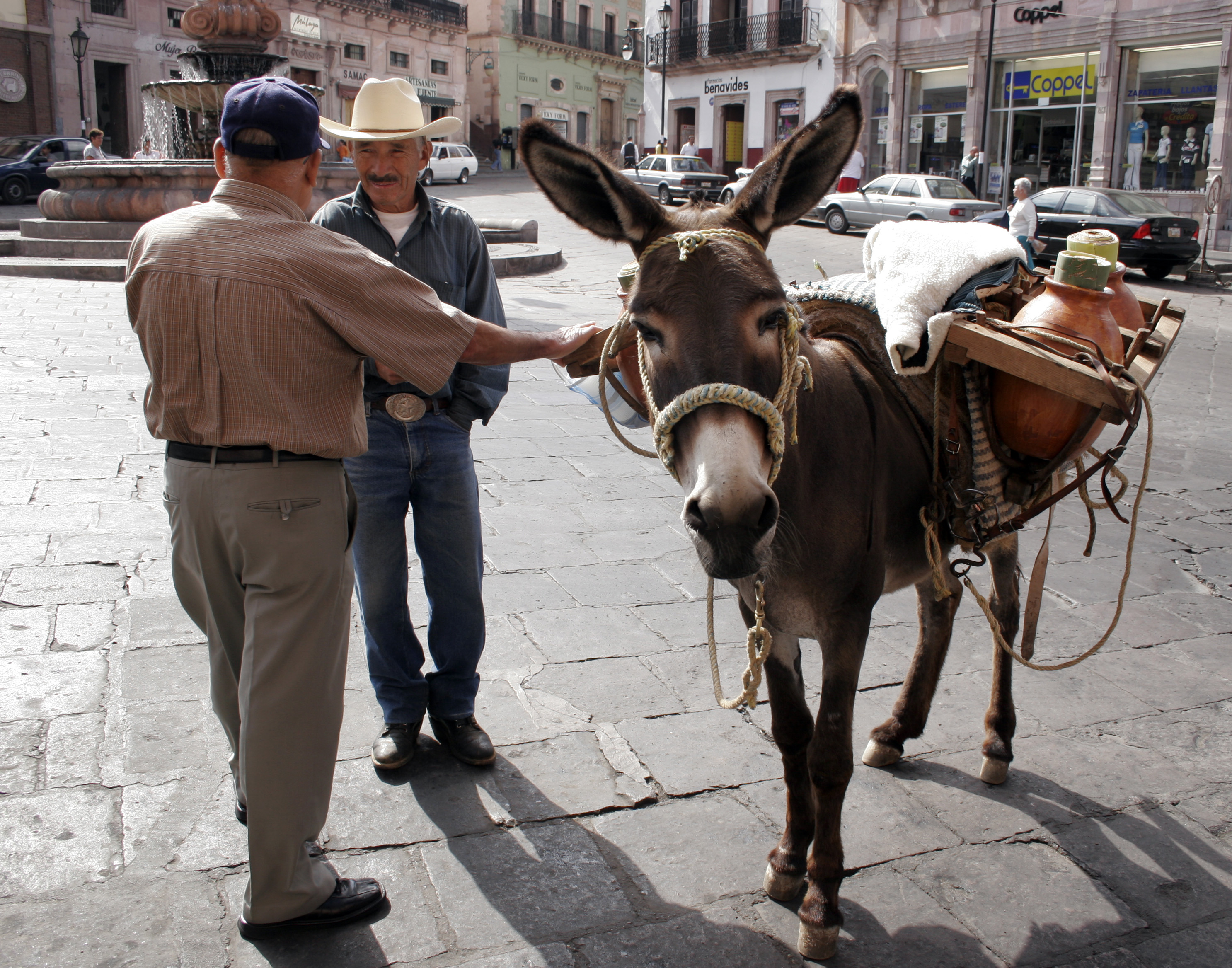
Sprzedawca pulque

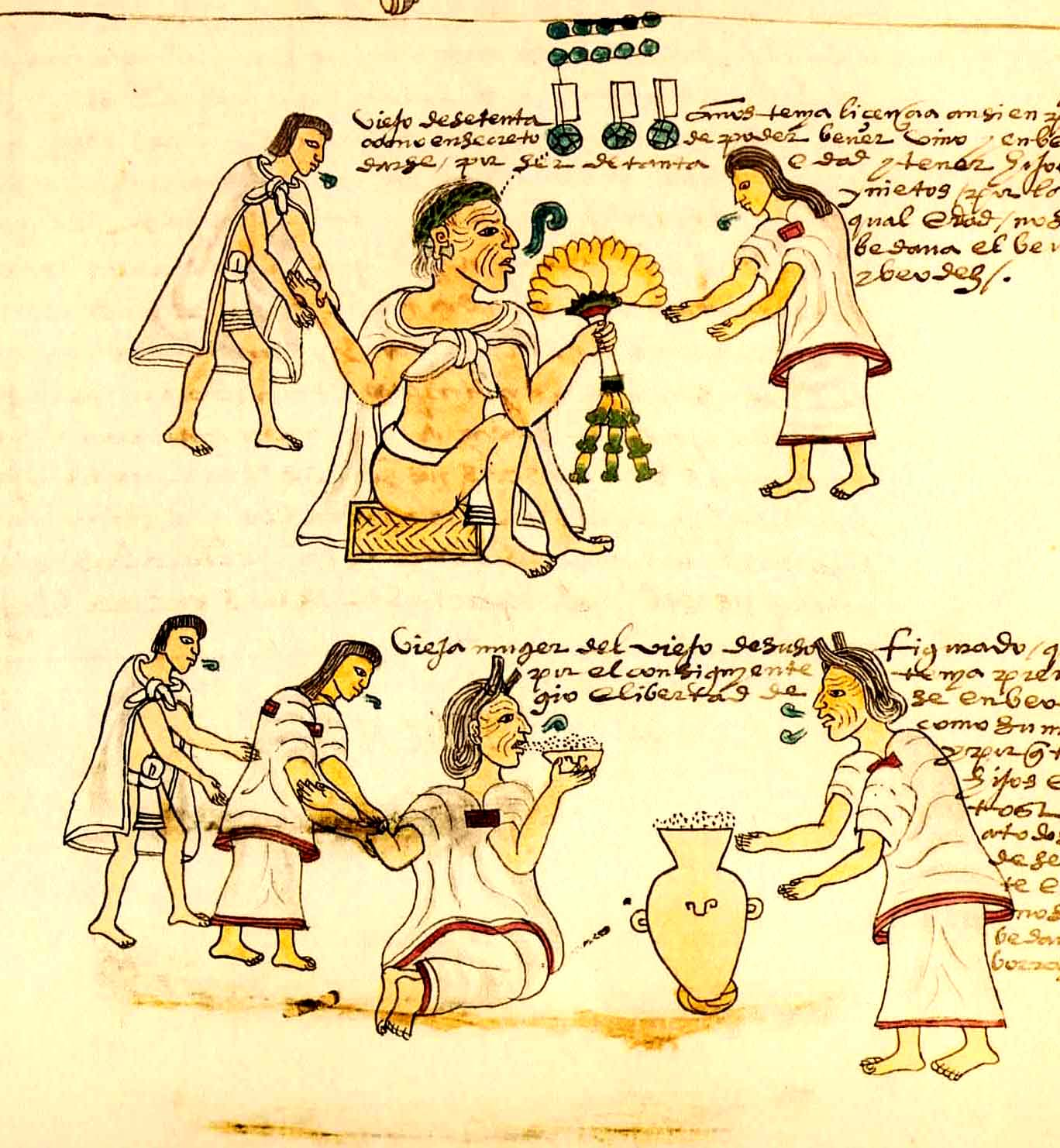
Aztekowie palący tytoń i spożywający octli

Pulque (octli) – niskoprocentowy, lekko musujący napój alkoholowy, tradycyjnie spożywany przez mieszkańców Mezoameryki, wytwarzany ze sfermentowanego soku maguey pulquero Agave salmiana. Roślina ta była w starożytnym Meksyku uznawana przez Indian za świętą i używana w ceremoniach religijnych. Pulque wytwarza się także z kilku innych gatunków agaw: agawy amerykańskiej, a. ciemnozielonej, Agave lehmanii, Agave complicata, Agave gracilispina, Agave crassispina, Agave quiotifera.
Potwierdzone wzmianki o pulque pojawiają się już w 200 roku n.e.. Wielu badaczy uważa, że pulque wzięło swój początek z napoju alkoholowego zwanego w języku nahuatl ixtac octli (dosłownie „białe pulque”), stosowanego przez prekolumbijskich Indian Mezoameryki (w tym Azteków) podczas obrzędów religijnych w celu osiągania stanu upojenia i wizji. Pulque ofiarowano bogini związanej z tym napojem, zwanej Mayahuel. Napój z dodatkiem narkotyków otrzymywali wojownicy przed walką. W 1968 podczas wykopalisk w obrębie Piramidy w Choluli odkryto naścienne malowidło znane jako „Pijący Pulque”.
Sok z rośliny (nazywany aguamiel) jest uzyskiwany przez wydrążenie łodygi, z której jest codziennie zbierany (przez ok. 2 miesiące). Następnie jest poddawany fermentacji, spontanicznej bądź wymuszonej przez dodanie zaczynu pozostałego z poprzedniego procesu, po czym nadaje się do spożycia. W zależności od zawartości alkoholu rozróżnia się kilka rodzajów pulque: tlachique 2–4%, fuerte (mocna) 5–7% oraz curado (pulque z dodatkiem soków owocowych, niekiedy orzechów itp.). Pulque zawiera wiele cennych składników odżywczych, m.in. witaminy, żelazo, ryboflawinę, niacynę i było tradycyjnie zalecane osobom starszym i karmiącym kobietom.
Żywa niegdyś tradycja produkcji pulque obecnie powoli zanika. Napój jest wyrabiany i pity jedynie w niektórych rejonach Meksyku, głównie na Wyżynie Meksykańskiej. Lokale, w których oferuje się pulque, nazywają się pulquerías i dominuje w nich męska klientela. Pulque może być spożywane nierozcieńczone (wtedy ma gorzki, ostry smak) lub też z dodatkiem miodu, wody albo soków owocowych. Kiedyś jako dodatków używano ziół, ostrej papryki albo pestek dyni. Ze względu na trudności z magazynowaniem oraz konserwowaniem napój jest słabo znany na świecie. W sprzedaży pojawiło się pulque z sokiem owocowym w puszkach.
Z tego samego rodzaju agawy Agave salmiana (lub z kilkudziesięciu innych) destylowany jest mezcal, którego odmianą jest popularna tequila.